# Acrossus formosanus
Acrossus formosanus är en skalbaggsart som beskrevs av Shuhei Nomura och Takeshiko Nakane 1951. Acrossus formosanus ingår i släktet Acrossus och familjen Aphodiidae. Inga underarter finns listade i Catalogue of Life.